# 90/53 su Lancia 3Ro
Il 90/53 su Lancia 3Ro era un autocannone utilizzato dal Regio Esercito nella seconda guerra mondiale e dall'Esercito Italiano nel dopoguerra.

## Storia
Il mezzo nasce nel 1941 dall'esigenza del Regio Esercito di fornire protezione anticarro alle colonne motorizzate con una piattaforma mobile per il cannone 90/53 Mod. 1939, nato come pezzo contraereo pesante e rivelatosi eccellente per la lotta controcarri. Nonostante l'Ansaldo avesse proposto l'installazione su un telaio Alfa Romeo, i militari preferirono il robusto autocarro pesante Lancia 3Ro. Il prototipo venne presentato il 6 febbraio 1941 ed il 10 marzo successivo l'esercito ordinò i primi 30 esemplari; la commessa fu in un secondo momento ridotta a 10 in vista dell'entrata in servizio dell'autocannone 90/53 su Breda 52 ma, in ultimo, essa fu riconfermata e tutte le unità furono consegnate entro la fine dell'anno.
In totale furono costruiti circa 120 autocannoni da 90 mm su scafo Breda 52 e Lancia 3Ro, per armare, secondo le intenzioni dello Stato Maggiore, 12 gruppi, ognuno su due batterie. La dotazione era stabilita in:
- Gruppo: 1 Lancia 3Ro Ufficio mobile come posto comando.
- Batteria: 
  - 4 autocannoni su Lancia 3Ro o Breda 52,
  - 4 Lancia 3Ro portamunizioni, ognuno con 210 colpi a bordo,
  - 1 Lancia 3Ro in configurazione di officina mobile.

L'autocannone Lancia venne utilizzato in Libia e Tunisia. Armò le due batterie del IV Gruppo autocannoni che, dopo essere stato assegnato al 133º Reggimento artiglieria della 133ª Divisione corazzata "Littorio" il 25 ottobre 1941, assorbì due batterie di cannoni automatici Breda 20/65 Mod. 1935 per formare il IV Gruppo misto. Altri due reparti dello stesso tipo furono assegnati alla 131ª Divisione corazzata "Centauro" e alla 132ª Divisione corazzata "Ariete". Nel 1942 questi tre gruppi misti furono rinumerati rispettivamente DIII, DII e DI Gruppo, per un totale nel teatro nord-africano di 24 autocannoni più le riserve.

## Tecnica

### La bocca da fuoco

La messa in batteria prevedeva il posizionamento manuale dei martinetti

Era costituita dal cannone controcarro/contraerei Ansaldo 90/53 Mod. 1939. La canna in acciaio speciale (Ni-Cr-Mo) era a pareti semplici, con rigatura elicoidale destrorsa a 28 righe. La culatta era avvitata a freddo e poteva essere separata per sostituire l'anima usurata, il blocco di culatta portava superiormente una staffa per il collegamento alle aste dei recuperatori ed inferiormente un'appendice per l'unione al cilindro del freno di rinculo. L'otturatore a cuneo era scorrimento orizzontale, con apertura e chiusura a mano. In modo di funzionamento automatico l'otturatore era trattenuto in posizione di apertura dopo l'estrazione del bossolo.
L'affusto a forcella era scudato (12 mm di spessore) per proteggere i serventi ed era sostenuto da un sottoaffusto a piedistallo, di forma troncoconica, poggiante sul pianale dell'autocarro. Era brandeggiabile a 360° con alzo da 0° a 80°. La culla era a manicotto ed entro la culla scorrevano la massa oscillante ed i congegni di punteria.
Il complesso era fornito di freno idraulico, ad asta e controasta, posizionato inferiormente alla canna, a rinculo variabile a seconda dell'inclinazione della bocca. Oltre al freno idraulico il pezzo aveva due recuperatori idropneumatici, applicati esternamente alla culla e sistemati superiormente alla canna. Era previsto anche un equilibratore, agente sulla culatta, dato che gli orecchioni arretrati provocavano un forte preponderante di volata.
Il congegno di direzione (su 360º) era a corona dentata, mentre i congegni di elevazione erano a settori dentati elicoidali e vite senza fine. Il puntamento avveniva con congegni a linea di mira ed alzo indipendenti, comunque il puntamento del pezzo era previsto tramite centrale di tiro. Era inoltre previsto un graduatore di spoletta di costruzione Borletti.
Il tiro contraerei era diretto dalla centrale di tiro Mod. Borletti-Galileo-San Giorgio, indicata anche come BGS, di produzione nazionale. La centrale BGS utilizzava come sistema di puntamento un telemetro stereoscopico con base di 4 m, ed utilizzava un equipaggio di soli 6 uomini, che operavano direttamente sul pianale del rimorchio autotrainabile su cui era fissata la centrale. I dati (distanza, direzione e sito), misurati attraverso il telemetro, erano inseriti manualmente nel calcolatore elettromeccanico, che poteva essere gestito (estrapolazione lineare o meno del punto futuro) dal personale addetto (2 specializzati). I dati si alzo, brandeggio e graduazione della spoletta erano trasmessi elettricamente al pezzo. I pezzi potevano essere totalmente asserviti alla centrale o potevano essere utilizzati manualmente tramite indici di coincidenza che comparivano sui congegni di mira. Nel 1942 le centrali BGS furono asservite a radar Würzburg forniti dall'alleata Germania: con questo metodo la centrale poteva gestire il tiro di una batteria su bersagli a una distanza non superiore a 12 km e una velocità non superiore a 720 km/h.

### L'autocarro
Il pezzo era montato sul Lancia 3Ro, un autocarro pesante usato dal Regio Esercito in numerose versioni, quali officina-mobile, autocisterna, veicolo portacarri e come trattore d'artiglieria, anche per il Mod. 1939 stesso in versione trainata. La messa in batteria richiedeva il sollevamento del telaio su 6 martinetti. Poi venivano aperte le sponde del pianale che formavano così la piattaforma per i serventi.